# 12 juni
12 juni is de 163ste dag van het jaar (164ste dag in een schrikkeljaar) in de gregoriaanse kalender. Hierna volgen nog 202 dagen tot het einde van het jaar.

## Gebeurtenissen
- Algemeen
  - 1259 - Amersfoort krijgt officieel stadsrechten.
  - 1550 - Helsinki, de hoofdstad van Finland, is gesticht door koning Gustaaf I van Zweden.[1]
  - 1575 - Huwelijk van Willem van Oranje en Charlotte van Bourbon in Den Briel.
  - 1942 - Anne Frank krijgt een dagboek voor haar dertiende verjaardag.
  - 1989 - De Italiaanse rechters gaan voor twee dagen in staking om meer aandacht voor de problemen van de rechterlijke macht te vragen.
  - 1992 - Op de bodem van de Baai van Guanabara in Brazilië wordt door enkele in duikerspakken gehulde deelnemers aan het Global Forum, de alternatieve milieuconferentie, een verdrag ter bescherming van de oceanen getekend.
  - 2016 - Zeker 50 mensen komen om bij een schietpartij in een homoclub in Orlando.
  - 2025 - Bij een vliegtuigcrash in Ahmedabad van Air India-vlucht 171 zijn er 290 personen omgekomen.
- Criminaliteit en veiligheid
  - 1991 - Pablo Escobar, de voortvluchtige leider van het beruchte Medellin-drugskartel, belooft in een open brief aan de Colombiaanse minister van justitie Jaime Giraldo dat hij zich spoedig over zal geven.
- Economie
  - 2015 - Zimbabwe gaat afscheid nemen van zijn door hyperinflatie vrijwel waardeloos geworden dollar. De inwoners van het Afrikaanse land krijgen tot 30 september de kans hun geld om te ruilen in Amerikaanse dollars.
- Muziek
  - 1965 - The Beatles ontvangen een lintje van de Britse vorstin.
  - 2016 - Paul McCartney is de slotact bij Pinkpop.
- Oorlog
  - 1672 - Slag bij Tolhuis, een van de beslissende veldslagen in het Rampjaar 1672 tijdens de Hollandse Oorlog.
  - 1935 - Bolivia en Paraguay komen een wapenstilstand overeen, waardoor de Chaco-oorlog wordt beëindigd.
  - 1999 - Servische troepen trekken zich terug uit Kosovo na 79 dagen van NAVO-bombardementen.
- Politiek
  - 1420 - Adolf I van Nassau-Siegen wordt opgevolgd door zijn broers Johan II “met de Helm”, Engelbrecht I en Johan III “de Jongere”.
  - 1964 - Nelson Mandela wordt tot een levenslange gevangenisstraf veroordeeld.
  - 1991 - 120 miljoen Russen kiezen Boris Jeltsin als nieuwe president.
  - 2018 - Historische ontmoeting tussen de Verenigde Staten (Donald Trump) en Noord-Korea (Kim Jong-un) op het eiland Sentosa (Singapore). Beide staatshoofden ondertekenen een document waarin wordt gesteld dat Noord-Korea zich verplicht tot nucleaire ontwapening.
- Recreatie
  - 2010 - In het Disneyland Park te Parijs wordt de attractie Captain EO heropend.
- Religie
  - 1893 - Paus Leo XIII creëert vijf nieuwe kardinalen, onder wie de Italiaanse bisschop van Mantua Giuseppe Sarto.
  - 1923 - Oprichting van de Rooms-katholieke Apostolische Prefectuur IJsland.
  - 1948 - Benoeming van de Nederlander Leo Kierkels tot internuntius in India.
- Sport
  - 1910 - Oprichting van Nederlandse voetbalclub PEC Zwolle.
  - 1912 - Oprichting van de Hondurese voetbal- en honkbalclub Club Deportivo Olimpia in de hoofdstad Tegucigalpa.
  - 1938 - Opening van het gerenoveerde Stade Chaban-Delmas in de Franse stad Bordeaux.
  - 1968 - Wielrenner Eddy Merckx wint als eerste Belg de Ronde van Italië.
  - 2006 - In Kaiserslautern behaalt Australië onder leiding van de Nederlandse coach Guus Hiddink zijn eerste overwinning ooit bij een WK. Japan wordt met 3-1 verslagen.
  - 2008 - Ivica Vastić wordt de oudste speler ooit die scoort bij een EK voetbal. Hij schiet raak vanaf de strafschopstip tegen Polen en is op dat moment 38 jaar en 257 dagen oud.
  - 2009 - Oprichting van de Australische voetbalclub Melbourne City FC.
  - 2014 - In de openingswedstrijd van het WK voetbal wint gastland Brazilië in São Paulo met 3-1 van Kroatië.
  - 2021 - Tijdens het Europees kampioenschap voetbal 2020 is voetballer Christian Eriksen tijdens de wedstrijd tegen Finland in Kopenhagen onwel geworden en 10 minuten lang gereanimeerd.
  - 2022 - Tim van Rijthoven, nummer 205 van de wereld, die meedeed door het ontvangen van een wildcard, wint het ATP-toernooi van Rosmalen. In de finale verslaat hij Daniil Medvedev, de nummer 2 van de wereld.
- Wetenschap en technologie
  - 1897 - Karl Elsener vraagt octrooi aan op het Zwitsers zakmes (Original Offiziersmesser).
  - 1928 - Sanatorium Zonnestraal in Hilversum wordt geopend.
  - 1954 - De Friese Siamese tweeling Tjitske en Folkje de Vries wordt met succes operatief van elkaar gescheiden.
  - 1967 - Lancering van Venera 4, het eerste ruimtetuig dat metingen doet in de atmosfeer van Venus.[2]

## Geboren

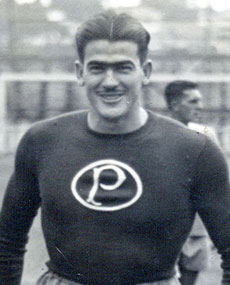
Oberdan Cattani
geboren in 1919

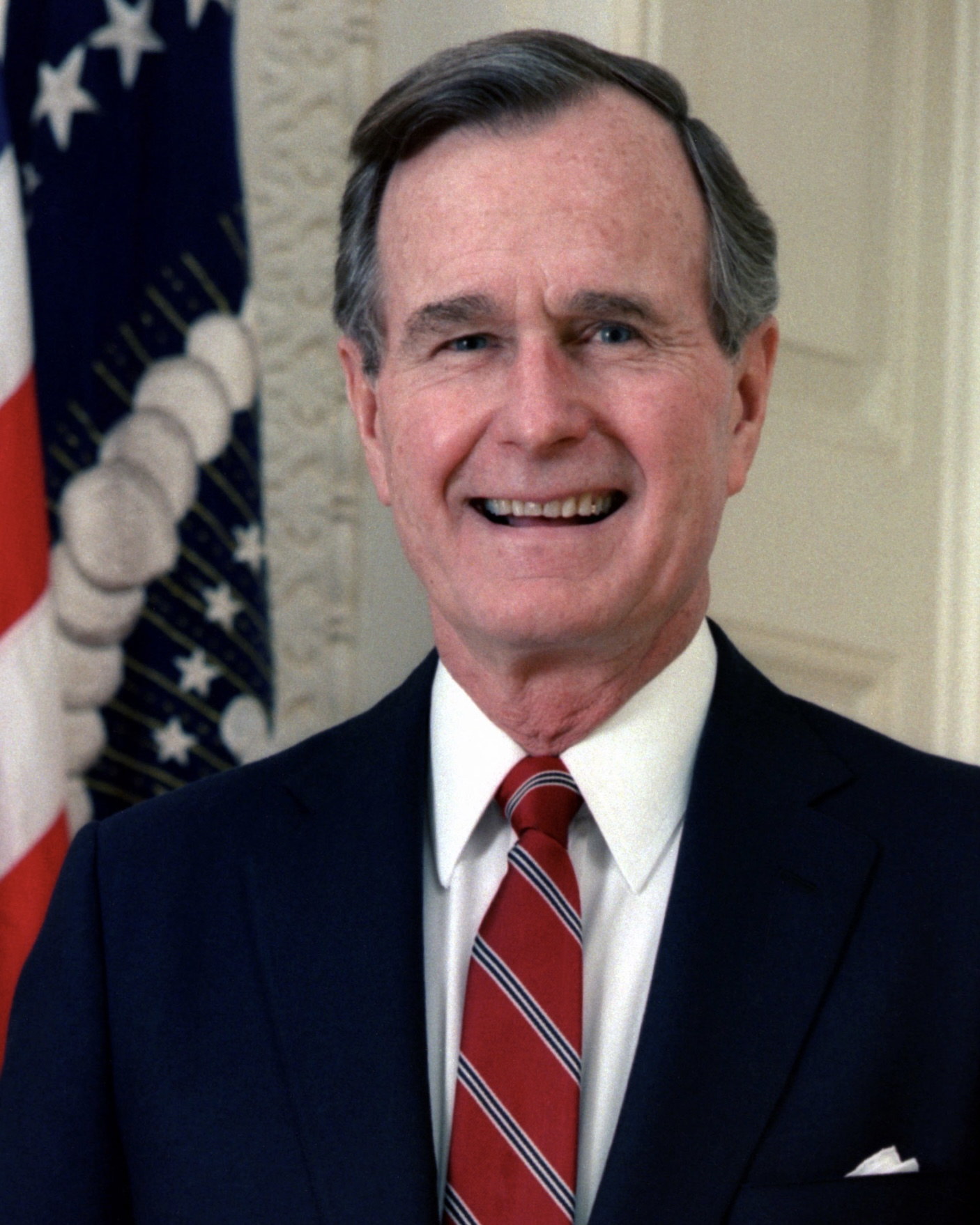
George H. W. Bush
geboren in 1924

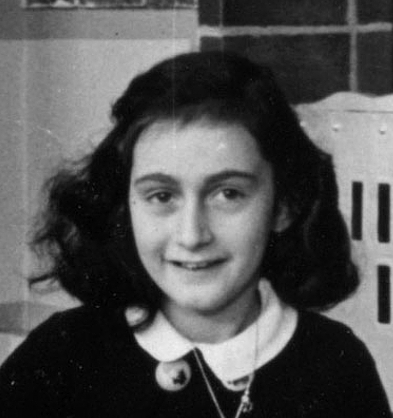
Anne Frank
geboren in 1929

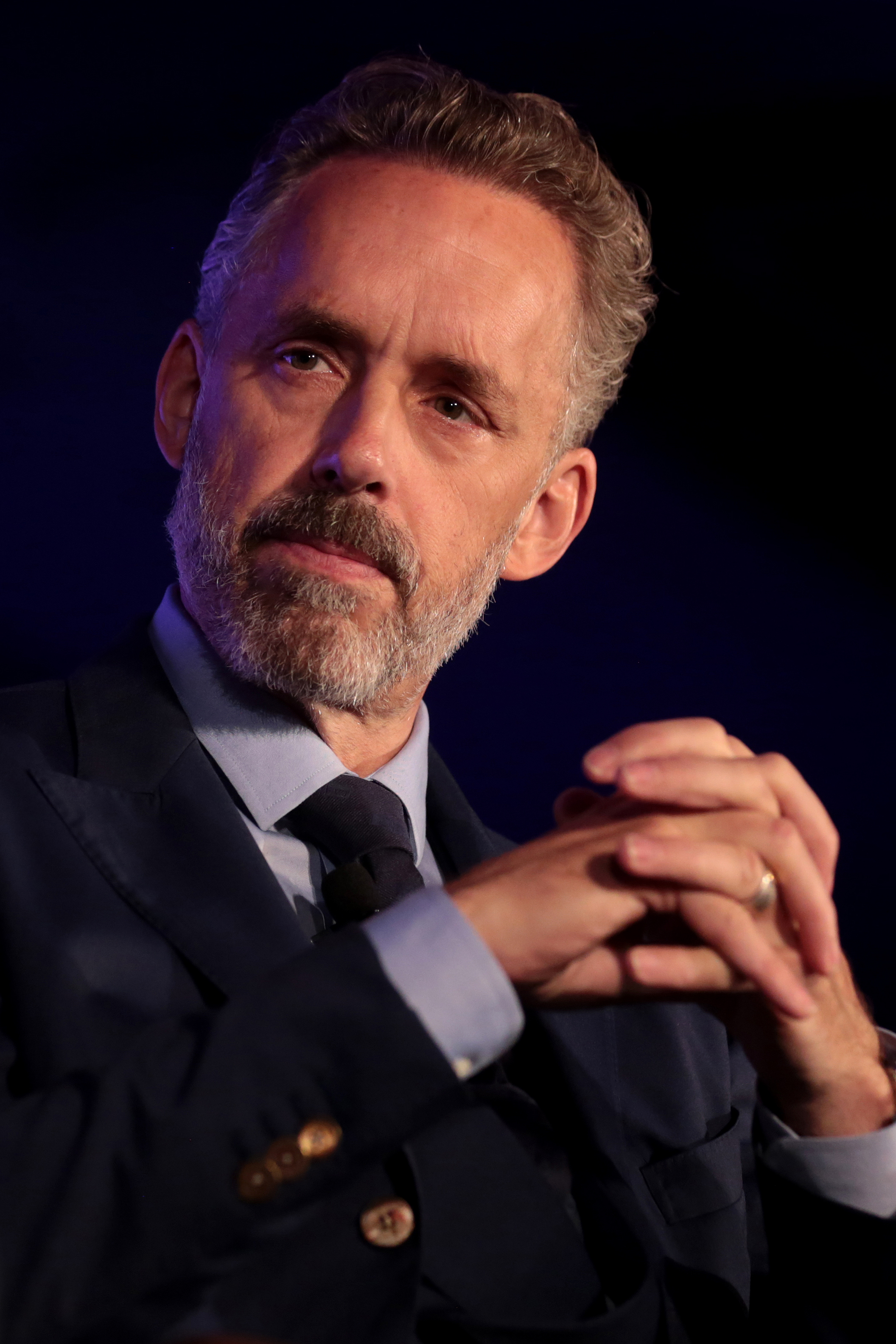
Jordan Peterson
geboren in 1962

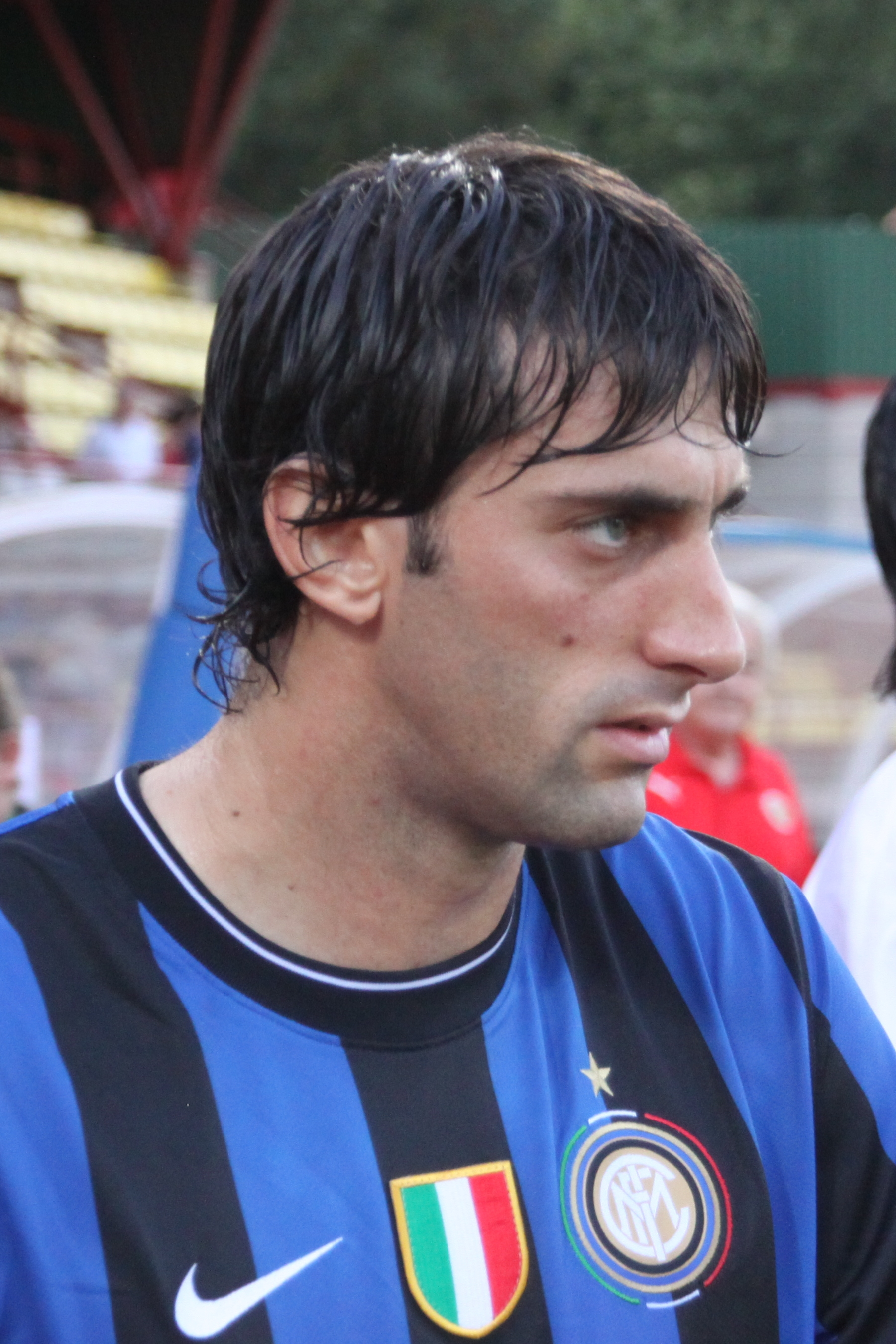
Diego Milito
geboren in 1979

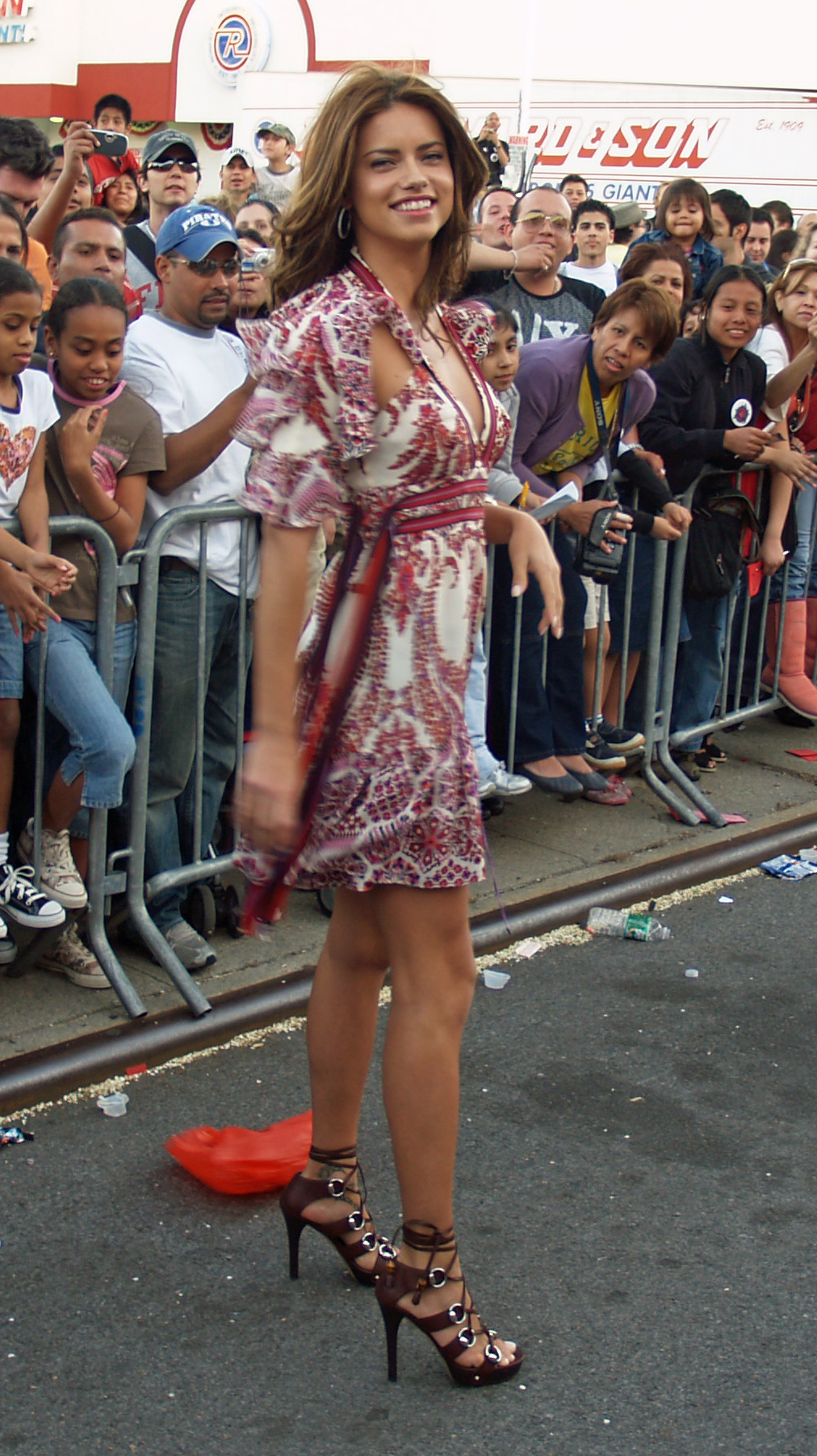
Adriana Lima
geboren in 1981

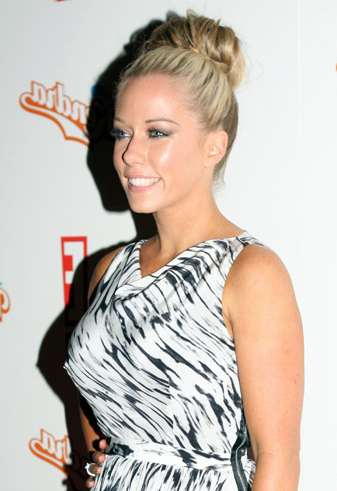
Kendra Wilkinson
geboren in 1985

- 1812 - Pedro Pelaez, rooms-katholiek geestelijke (overleden 1863)
- 1827 - Johanna Spyri, Zwitsers schrijfster (overleden 1901)
- 1858 - Henry Scott Tuke, Engels schilder (overleden 1929)
- 1859 - Leopold, kroonprins van België (overleden 1869)
- 1874 - Pius Joseph Cremers, Nederlands priester (overleden 1951)
- 1876 - Maria Marc, Duitse kunstenares (overleden 1955)
- 1883 - Fernand Gonder, Frans atleet (overleden 1969)
- 1889 - Julius Skutnabb, Fins schaatser (overleden 1965)
- 1890 - Egon Schiele, Oostenrijks kunstschilder (overleden 1918)
- 1892 - Ferdinand Schörner, Duits veldmaarschalk (overleden 1973)
- 1892 - Gertrude Lilian Entwisle, Brits elektrotechnicus (overleden 1961)
- 1893 - Lou Asperslagh, Nederlands graficus, glazenier, kunstschilder, tekenaar, etser en dichter (overleden 1949)
- 1893 - Kommer Kleijn, Nederlands toneel- en hoorspelacteur, dramaturg en hoorspelregisseur (overleden 1982)
- 1897 - Anthony Eden, Engels staatsman (overleden 1977)
- 1899 - Gene Kardos, Amerikaans bigbandleider en jazzviolist (overleden 1980)
- 1900 - Netherwood Hughes, Brits oorlogsveteraan (overleden 2009)
- 1905 - Ray Barbuti, Amerikaans atleet en Americanfootballspeler (overleden 1988)
- 1908 - Otto Skorzeny, Oostenrijks SS-officier (overleden 1975)
- 1909 - Max Tailleur, Joods-Nederlands humorist (overleden 1990)
- 1910 - Antonio Poma, Italiaans kardinaal-aartsbisschop van Bologna (overleden 1985)
- 1913 - Lando van den Berg, Nederlands priester, beeldhouwer, glazenier, monumentaal kunstenaar, schilder en docent (overleden 1969)
- 1914 - Go Seigen, Chinees-Japans go-speler (overleden 2014)
- 1915 - David Rockefeller, Amerikaans bankier/magnaat (overleden 2017)
- 1916 - Phil Cade, Amerikaans autocoureur (overleden 2001)
- 1917 - Gottfried Honegger (98), Zwitsers schilder, beeldhouwer en graficus (overleden 2016)
- 1917 - Ad Moons, Nederlands atleet (overleden 2009)
- 1919 - Oberdan Cattani, Braziliaans voetbaldoelman (overleden 2014)
- 1919 - Lo de Ruiter, Nederlands ambtenaar, politicus, (omroep)bestuurder en publicist (overleden 2008)
- 1921 - Dennis Taylor, Brits autocoureur (overleden 1962)
- 1924 - George Bush, 41ste president van de Verenigde Staten (overleden 2018)
- 1925 - Raphaël Géminiani, Frans wielrenner (overleden 2024)
- 1927 - Bill Cheesbourg, Amerikaans autocoureur (overleden 1995)
- 1927 - Jo Mommers, Nederlands voetballer (overleden 1989)
- 1928 - Petros Molyviatis, Grieks diplomaat en politicus (overleden 2025)
- 1928 - Richard Sherman, Amerikaans songwriter (overleden 2024)
- 1929 - Hein van Breenen, Nederlands wielrenner (overleden 1990)
- 1929 - Anne Frank, Joods-staatloos schrijfster (overleden 1945)
- 1930 - Innes Ireland, Schots autocoureur (overleden 1993)
- 1930 - Jim Nabors, Amerikaans acteur/komiek (overleden 2017)
- 1931 - Fredrik Ohlsson, Zweeds acteur (overleden 2023)
- 1932 - Mamo Wolde, Ethiopisch atleet (overleden 2002)
- 1933 - Ivar Nilsson, Zweeds langebaanschaatser (overleden 2019)
- 1934 - Rika Bruins, Nederlands zwemster (overleden 2025)
- 1935 - Henk van Brussel, Nederlands voetbaltrainer (overleden 2007)
- 1936 - German Apoechtin, Sovjet voetballer (overleden 2003)
- 1936 - Marcus Belgrave, Amerikaans jazztrompettist (overleden 2015)
- 1936 - Hilde De Cort, Belgisch atlete
- 1941 - Chick Corea, Amerikaans jazzpianist, -toetsenist en componist (overleden 2021)
- 1943 - Vitalij Chmelnytskyj, Sovjet-Oekraïens voetballer (overleden 2019)
- 1945 - Pat Jennings, Noord-Iers voetbaldoelman
- 1945 - Gaby Minneboo, Nederlands wielrenner
- 1946 - Eelco Gelling, Nederlands gitarist
- 1946 - Wilbert Gieske, Nederlands acteur
- 1946 - Eef Hoos, Nederlands crimineel (overleden 2016)
- 1947 - Ron Freeman, Amerikaans atleet
- 1948 - Barry Bailey, Amerikaans gitarist (overleden 2022)
- 1948 - Hans Binder, Oostenrijks autocoureur
- 1949 - Joeri Batoerin, Russisch ruimtevaarder
- 1949 - Ivo Linna, Ests zanger
- 1949 - Joke Meijer-Wapenaar, Nederlands keyboardspeelster (Orgel Joke)
- 1951 - Alain Courtois, Belgisch bestuurder
- 1951 - Brad Delp, Amerikaans musicus (overleden 2007)
- 1951 - Andranik Margarian, minister-president van Armenië (overleden 2007)
- 1952 - Siegfried Brietzke, Oost-Duits roeier
- 1952 - Oliver Knussen, Brits componist en dirigent (overleden 2018)
- 1952 - Ron Teunisse, Nederlands atleet
- 1953 - Tess Gerritsen, Chinees-Amerikaans schrijfster
- 1953 - Jimmy Tigges, Nederlands publicist en diskjockey
- 1954 - Tineke Schouten, Nederlands cabaretière
- 1955 - Georges Bach, Luxemburgs politicus
- 1955 - Guy Lacombe, Frans voetballer en voetbaltrainer
- 1955 - Jørn West Larsen, Deens voetbalscheidsrechter
- 1957 - Lucie de Lange, Nederlands actrice, stemactrice en zangeres
- 1958 - Domenico Brigaglia, Italiaans motorcoureur
- 1959 - Henrie Adams, Nederlands dirigent en hoboïst (overleden 2022)
- 1959 - Steve Bauer, Canadees wielrenner
- 1959 - Eufranio Eriguel, Filipijns politicus
- 1959 - Kenneth Herdigein, Nederlands acteur
- 1960 - Diane Edelijn, Nederlands zwemster
- 1961 - Alber Elbaz, Israëlisch modeontwerper (overleden 2021)
- 1961 - Patrice Esnault, Frans wielrenner
- 1961 - Hannelore Kraft, Duits politica
- 1962 - Marnix Goegebeur, Belgisch atleet
- 1962 - Luis Fernando Herrera, Colombiaans voetballer
- 1962 - Jordan Peterson, Canadees psycholoog
- 1962 - Roedolf Povarnitsyn, Oekraïens atleet
- 1963 - Philippe Bugalski, Frans rallyrijder (overleden 2012)
- 1963 - T.B. Joshua, Nigeriaans gebedsgenezer (overleden 2021)
- 1963 - Cora van Nieuwenhuizen, Nederlands politica
- 1964 - Philippe Bouvatier, Frans wielrenner (overleden 2023)
- 1964 - Ben Tijnagel, Nederlands ijshockeyer (overleden 2005)
- 1964 - Harry Zevenbergen, Nederlands dichter en schrijver (overleden 2022)
- 1965 - Carlos Luis Morales, Ecuadoraans voetballer (overleden 2020)
- 1965 - Patrick Niessen, Belgisch biljarter
- 1965 - Gwen Torrence, Amerikaans atlete
- 1966 - Jacek Bodyk, Pools wielrenner
- 1966 - Bruno Steegen, Belgisch politicus
- 1966 - Albeiro Usuriaga, Colombiaans voetballer (overleden 2004)
- 1966 - Jurgen Verstrepen, Belgisch radio- en televisiepresentator en politicus
- 1967 - Jan De Volder, Belgisch historicus
- 1967 - Germano Pierdomenico, Italiaans wielrenner
- 1968 - Bayang Barrios, Filipijns zangeres
- 1968 - Luke Slater, Brits technoproducer
- 1968 - Bahman Golbarnezhad, Iraans paralympisch wielrenner (overleden 2016)
- 1968 - Sibilla Weiller, lid van de groothertogelijke familie van Luxemburg
- 1969 - Chris Janssens, Belgisch voetballer
- 1969 - Lone van Roosendaal, Nederlands actrice en zangeres
- 1971 - Félicia Ballanger, Frans wielrenster
- 1971 - Tomasz Iwan, Pools voetballer
- 1971 - Kim Le Quang, Belgisch schaker
- 1974 - Lulzim Basha, Albanees minister en burgemeester van Tirana
- 1974 - Jane Ekimat, Keniaans atlete
- 1974 - Paolo Mazzoleni, Italiaans voetbalscheidsrechter
- 1975 - Quetzalli Alvarado, Mexicaans voetbalscheidsrechter
- 1975 - Ronald Goedemondt, Nederlands cabaretier en acteur
- 1975 - Dan Jørgensen, Deens politicus
- 1975 - María José Rienda, Spaans alpineskiester
- 1975 - Kristian Vigenin, Bulgaars politicus
- 1976 - Thomas Sørensen, Deens voetbaldoelman
- 1977 - Ann-Lou Jørgensen, Deens badmintonster
- 1978 - Brian Lynch, Amerikaans basketballer
- 1979 - Sergej Karasjov, Russisch voetbalscheidsrechter
- 1979 - Diego Milito, Argentijns voetballer
- 1979 - Amber Teterissa, Nederlands actrice
- 1979 - Robyn, Zweeds zangeres
- 1979 - Ayelech Worku, Ethiopisch atlete
- 1980 - Chris Burns, Brits motorcoureur
- 1981 - Dwight Dissels, Nederlands zanger
- 1981 - Soledad García, Argentijns hockeyster
- 1981 - Adriana Lima, Braziliaans model
- 1982 - Loïc Duval, Frans autocoureur
- 1982 - Sébastien Minard, Frans wielrenner
- 1983 - Christine Sinclair, Canadees voetbalster
- 1984 - Marco Bandiera, Italiaans wielrenner
- 1984 - Bruno Soriano, Spaans voetballer
- 1985 - Dave Franco, Amerikaans acteur
- 1985 - Kendra Wilkinson, Amerikaans model
- 1986 - Wouter Goris, Belgisch voetballer
- 1987 - Julia Dujmovits, Oostenrijks snowboardster
- 1987 - Max Snegirjov, Russisch autocoureur
- 1987 - Julia Wilkinson, Canadees zwemster
- 1988 - Eren Derdiyok, Koerdisch-Zwitsers voetballer
- 1988 - Mauricio Isla, Chileens voetballer
- 1988 - Diogo Portela, Braziliaans darter
- 1989 - Ryo Tateishi, Japans zwemmer
- 1990 - Kevin López, Spaans atleet
- 1991 - Shane Ferguson, Noord-Iers voetballer
- 1992 - Coline Ballet-Baz, Frans freestyleskiester
- 1992 - Philippe Coutinho, Braziliaans voetballer
- 1993 - Ridgeciano Haps, Nederlands voetballer
- 1995 - Julio Moreno, Ecuadoraans autocoureur
- 1996 - Davinson Sánchez, Colombiaans voetballer
- 1997 - Małgorzata Mesjasz, Pools voetbalster
- 1998 - Brandon Anderson, Amerikaans basketballer
- 1999 - Jeroen van Holland, Nederlands vlogger en acteur
- 2000 - Rebecka Karlsson, Zweeds zangeres
- 2000 - Federico Malvestiti, Italiaans autocoureur
- 2001 - Camille Dhont, Belgisch zangeres
- 2001 - Hlín Eiríksdóttir, IJslands voetbalster
- 2001 - Théo Maledon, Frans basketballer
- 2003 - Maurits van Brakel, Nederlands acteur
- 2006 - Sam de Laat, Nederlands voetballer
- 2007 - Lily Yohannes, Eritrees-Amerikaans voetbalster

## Overleden
- 816 - Paus Leo III

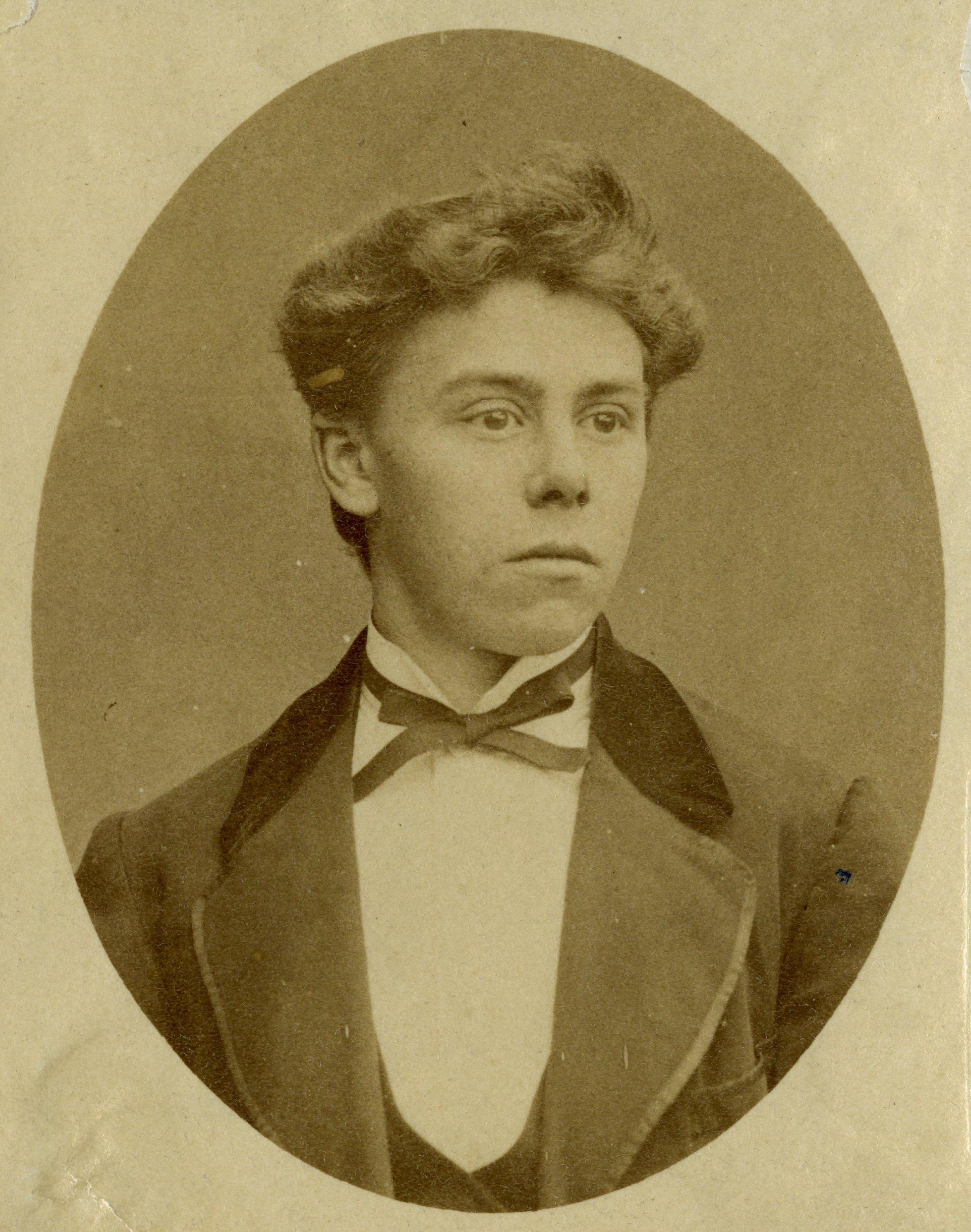
Hendrik Jut
overleden in 1878

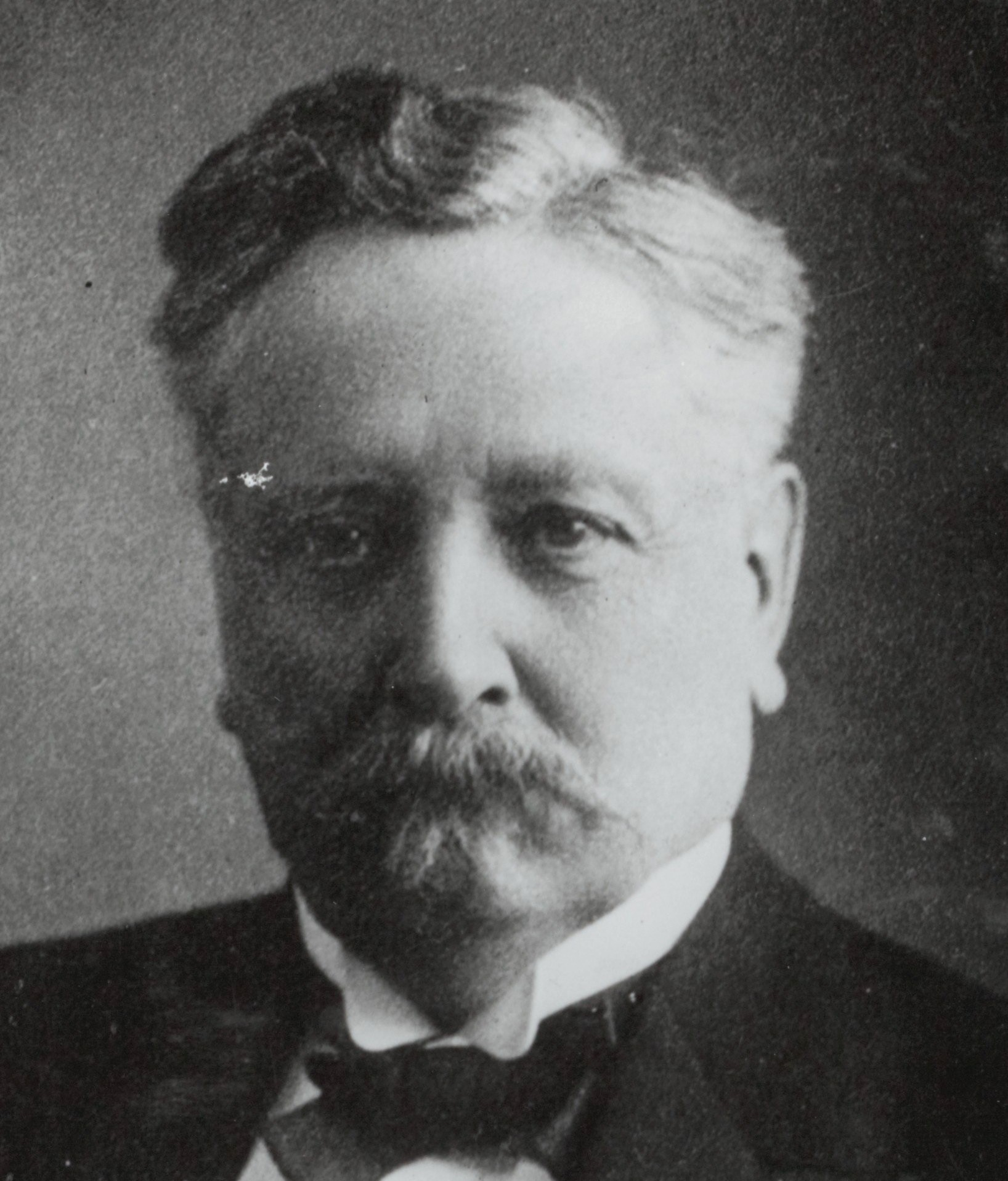
Theo Heemskerk
overleden in 1932

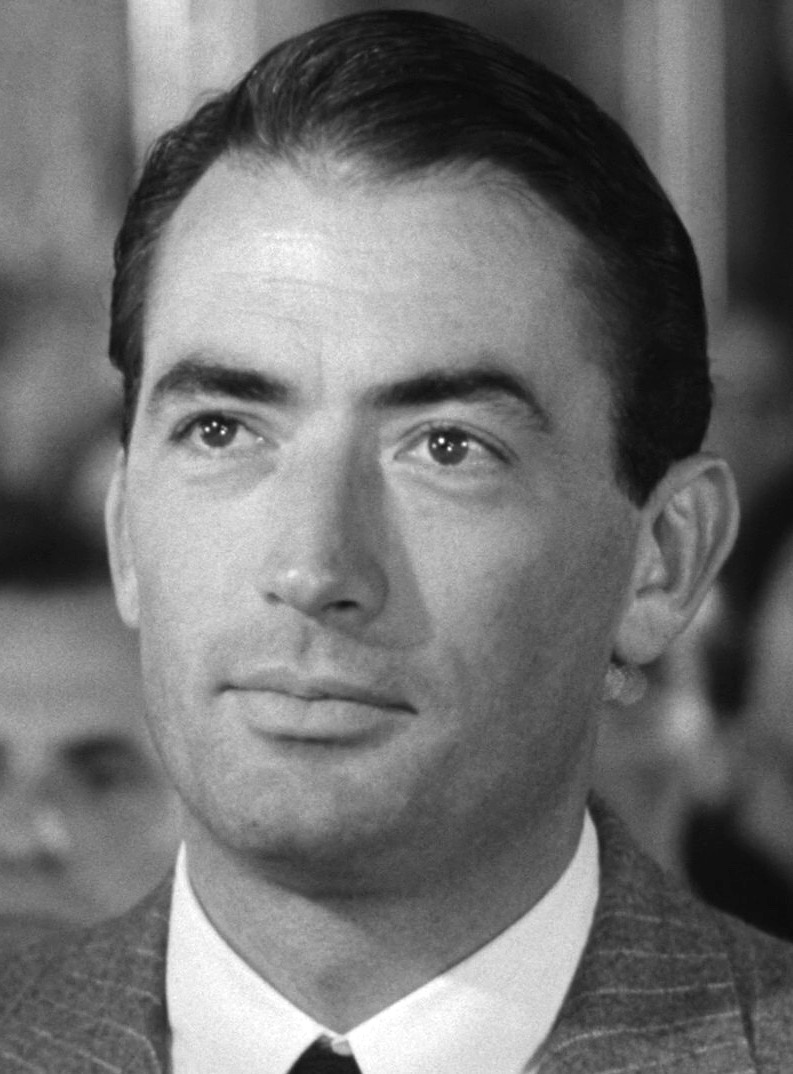
Gregory Peck
overleden in 2003

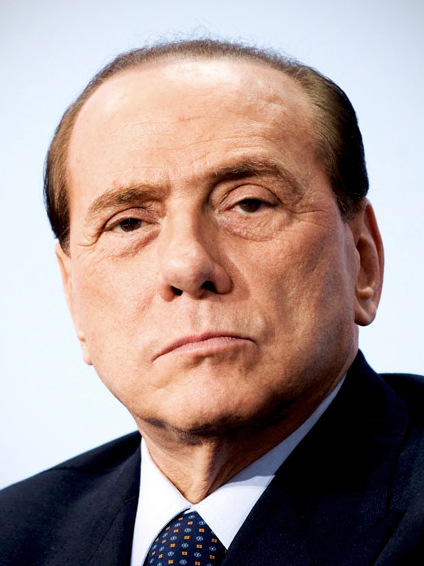
Silvio Berlusconi
overleden in 2023

- 1420 - Adolf I van Nassau-Siegen (~58), graaf van Diez, Nassau-Siegen en Vianden
- 1666 - Abraham van der Hulst (47), Nederlands viceadmiraal
- 1758 - August Willem van Pruisen (35), prins van Pruisen
- 1759 - William Collins (37), Engels dichter
- 1799 - Joseph Bologne, Chevalier de Saint-George (53), De zwarte Mozart, Frans componist, violist, militair en begaamd schermer
- 1878 - George V van Hannover (59), laatste koning van Hannover
- 1878 - Hendrik Jut (26), Nederlands moordenaar
- 1888 - Carel Vosmaer (62), Nederlands jurist en letterkundige
- 1918 - Michaël Aleksandrovitsj van Rusland (39), tsaar Mikhail II van Rusland
- 1929 - Fernando María Guerrero (56), Filipijns schrijver en dichter
- 1932 - René De Clercq (54), Vlaams dichter, schrijver, tekstdichter, componist en politiek activist
- 1932 - Theo Heemskerk (79), Nederlands politicus
- 1942 - Jarl Malmgren (33), Fins voetballer
- 1946 - Henk Ruijter (53), Nederlands politicus
- 1956 - Charles Rodolph Weytingh (85), Nederlands bestuurder in Suriname
- 1957 - Ramon Avanceña (85), Filipijns rechter
- 1968 - Herbert Edward Read (74), Brits dichter, kunstfilosoof en kunstcriticus
- 1982 - Karl von Frisch (95), Oostenrijks zoöloog en etholoog
- 1986 - Zdeněk Koubek (72), Tsjecho-Slowaaks atleet
- 1988 - Gennadi Krasnitski (47), Sovjet voetballer en trainer
- 1988 - Marcel Poot (87), Belgisch componist
- 1990 - Terence O'Neill (75), Noord-Iers politicus
- 1997 - Pieter d'Hont (80), Nederlands beeldhouwer
- 2002 - Bill Blass (79), Amerikaans modeontwerper
- 2003 - Gregory Peck (87), Amerikaans acteur
- 2005 - Marie Altelaar (87), Nederlands buurtactiviste
- 2005 - Scott Young (87), Canadees journalist en schrijver
- 2006 - György Ligeti (83), Hongaars-Oostenrijks componist
- 2008 - Pam Henning (90), Nederlands cabaretière en actrice
- 2008 - Kamiel Vanhole (54), Vlaams (toneel)schrijver, scenarioschrijver, vertaler en (vredes)activist
- 2009 - Shailaja Acharya (±65), Nepalees politica
- 2009 - Félix Malloum (76), president van Tsjaad
- 2011 - Bob Spaak (93), Nederlands sportjournalist
- 2012 - Henry Hill (69), Amerikaans gangster
- 2012 - Elinor Ostrom (78), Amerikaans wetenschapper en Nobelprijswinnares
- 2013 - Jason Leffler (37), Amerikaans autocoureur
- 2014 - Carla Laemmle (104), Amerikaans actrice en danseres
- 2014 - Jimmy Scott (88), Amerikaans jazzzanger
- 2015 - Nek Chand (90), Indiaas architect en stedenbouwkundige
- 2015 - Ernest Tomlinson (90), Brits componist en musicus
- 2016 - Fabrizio Pirovano (56), Italiaans motorcoureur
- 2016 - George Voinovich (79), Amerikaans politicus
- 2017 - Marike Bok (74), Nederlands kunstschilder en tekenaar
- 2017 - Frans Ronnes (68), Nederlands burgemeester
- 2019 - Armand De Decker (70), Belgisch politicus
- 2019 - Philomena Lynott (88), Iers schrijfster en onderneemster
- 2019 - Sylvia Miles (94), Amerikaans actrice
- 2019 - Klaas Vriend (67), Nederlands langebaanschaatser
- 2020 - Joost Boks (78), Nederlands hockeyspeler
- 2020 - Ilona Lucassen (23), Nederlands judoka
- 2020 - Ricky Valance (84), Brits zanger
- 2020 - Albert Vitali (64), Zwitsers politicus
- 2021 - Anatoli Tsjoekanov (67), Russisch wielrenner
- 2021 - Igor Zjelezovski (57), Wit-Russisch schaatser
- 2022 - Philip Baker Hall (90), Amerikaans acteur
- 2022 - Gabe Baltazar (92), Amerikaans saxofonist
- 2022 - Roman Bunka (71), Duits muzikant en componist
- 2023 - Silvio Berlusconi (86), Italiaans premier, zakenman en mediamagnaat
- 2023 - Rodolfo Biazon (88), Filipijns politicus
- 2023 - Meindert Fennema (77), Nederlands politicoloog
- 2023 - Harvey Glance (66), Amerikaans atleet
- 2023 - John Romita sr. (93), Amerikaans striptekenaar
- 2023 - Treat Williams (71), Amerikaans acteur
- 2024 - Jerry West (86), Amerikaans basketbalspeler
- 2025 - Zoltán Horváth (88), Hongaars schermer
- 2025 - Hub Hubben (78), Nederlands journalist, grafisch vormgever, schrijver

## Viering/herdenking

Onafhankelijkheidsdag Filipijnen

Onafhankelijkheidsdag Rusland

- Filipijnen - Onafhankelijkheidsdag, herdenking van de dag dat de onafhankelijkheid werd uitgeroepen door Emilio Aguinaldo op 12 juni 1898. De feitelijke onafhankelijkheid kwam echter pas op 4 juli 1946
- Rusland - Onafhankelijkheidsdag, herdenking van de dag dat Rusland onafhankelijk werd van de Sovjet-Unie op 12 juni 1990. Officieel "Dag van de Aanname van de Verklaring van de Staatssoevereiniteit" genoemd. Deze dag is (nog) niet erg bekend in Rusland en vaak wordt door de Russen ook wel Nieuwjaarsdag als dé nationale feestdag genoemd.
- Brazilië - Op deze dag vieren de brazilianen valentijn ookwel dia dos namorados genoemd.
- Rooms-Katholieke kalender:
  - Heilige Odulf van Oirschot († c. 865) - Gedachtenis (in Bisdom Den Bosch)
  - Heilige Leo III († 816)
  - Heilige Cunera (van Rhenen) († c. 400)
  - Heilige Onufrius de Grote († 340)
  - Heilige Arsenius van Konev († 1447)
  - Zalige Antonia Maria Verna († 1838)

## Weerextremen

### Nederland
| | Officiële records | Officiële records | Officiële records |      | Landelijke records | Landelijke records | Landelijke records             |
| Gebeurtenis | Jaar              | Extreem           | Locatie           | Jaar | Extreem            | Locatie            |                                |
| --- | ----------------- | ----------------- | ----------------- | ---- | ------------------ | ------------------ | ------------------------------ |
| Laagste etmaalgemiddelde temperatuur (°C) | 1916              | 9,0               | De Bilt           |      | 1916               | 7,8                | Maastricht                     |
| Hoogste etmaalgemiddelde temperatuur (°C) | 2023              | 24,3              | De Bilt           |      | 2023               | 25,1               | Eindhoven, Gilze-Rijen         |
| Laagste minimumtemperatuur (°C) | 1911              | 1,8               | De Bilt           |      | 1909               | 1,7                | Eelde                          |
| Hoogste minimumtemperatuur (°C) | 2013              | 16,0              | De Bilt           |      | 2023               | 18,9               | Rotterdam                      |
| Laagste maximumtemperatuur (°C) | 1916              | 10,8              | De Bilt           |      | 1916               | 10,0               | Vlissingen                     |
| Hoogste maximumtemperatuur (°C) | 1919              | 31,3              | De Bilt           |      | 2023               | 31,8               | Gilze-Rijen                    |
| Hoogste uurgemiddelde windsnelheid (m/s) | 1955              | 11,3              | De Bilt           |      | 1919 1985          | 18,5               | Vlissingen IJmuiden            |
| Hoogste windstoot (m/s) | 2020              | 20,0              | De Bilt           |      | 1985               | 26,2               | Oosterschelde                  |
| Langste zonneschijnduur (uur) | 1959, 1968        | 15,6              | De Bilt           |      | 1988               | 15,7               | Eelde                          |
| Langste neerslagduur (uur) | 2002              | 10,2              | De Bilt           |      | 2019               | 12,0               | Westdorpe                      |
| Hoogste etmaalsom van de neerslag (mm) | 2019              | 21,4              | De Bilt           |      | 1998               | 29,6               | Eindhoven                      |
| Laagste etmaalgemiddelde relatieve vochtigheid (%) | 2023              | 37                | De Bilt           |      | 2023               | 36                 | Deelen, Eindhoven, Gilze-Rijen |
| Laagste uurwaarde luchtdruk op zeeniveau (hPa) | 1985              | 997,5             | De Bilt           |      | 1916               | 993,2              | De Kooy                        |
| Hoogste uurwaarde luchtdruk op zeeniveau (hPa) | 1957              | 1035,6            | De Bilt           |      | 1957               | 1036,9             | Leeuwarden                     |
| Officiële records worden altijd gemeten op het KNMI-weerstation in De Bilt. Landelijke records kunnen worden gemeten op elk officieel KNMI-weerstation in Nederland. |                   |                   |                   |      |                    |                    |                                |

Uitzonderlijke gebeurtenissen
- 1919 - Officieel hoogste maximumtemperatuur in °C van het jaar gemeten in De Bilt: 31,3
- 1919 - Eerste en enige officiële tropische dag van het jaar (maximumtemperatuur ≥ 30 °C in De Bilt)
- 2023 - Officieel laagste etmaalgemiddelde relatieve vochtigheid in % van het jaar gemeten in De Bilt: 37 (voorlopig)
- 2023 - Officieel laagste etmaalgemiddelde relatieve vochtigheid in % van juni dit jaar gemeten in De Bilt: 37

### België
Dagrecords
- 1882 - Laagste etmaalgemiddelde temperatuur 8,9 °C
- 1919 - Hoogste etmaalgemiddelde temperatuur 25 °C
- 1923 - Laagste minimumtemperatuur 4,1 °C
- 1919 - Hoogste maximumtemperatuur 31,3 °C
- 1933 - Hoogste etmaalsom van de neerslag 30,1 mm

Uitzonderlijke gebeurtenissen
- 1911 - Minimumtemperatuur aan de afdamming van de Gileppe (Jalhay): −0,1 °C.
- 1964 - De maximumtemperatuur in Rochefort: 34,6 °C.

<< · 1 · 2 · 3 · 4 · 5 · 6 · 7 · 8 · 9 · 10 · 11 · 12 · 13 · 14 · 15 · 16 · 17 · 18 · 19 · 20 · 21 · 22 · 23 · 24 · 25 · 26 · 27 · 28 · 29 · 30 · >>